# Рей (окръг, Мисури)
Вижте пояснителната страница за други значения на Рей.
Окръг Рей (на английски: Ray County) е окръг в щата Мисури, Съединени американски щати. Площта му е 1487 km², а населението - 23 354 души (2000). Административен център е град Ричмънд.